# 2018年深圳尘肺病工人维权事件
2018年深圳尘肺病工人维权事件，是2018年发生在广东省深圳市的一系列尘肺病工人集体维权事件，参与维权的工人均是来自湖南省的风钻工人，他们曾参与深圳城市建设工作，后患上尘肺病。工人要求深圳市政府提供合理的赔偿。维权发生时，一些工人已经离世，因此也有家属参与。在2018年中，维权工人和家属在深圳市区内进行过九次游行，包括游行至深圳市政府大楼，要求与市长对话。此次维权也是2009年的尘肺病工人维权的延续性事件。

## 背景

#### 工人背景
维权尘肺病工人均来自湖南省，他们过去从事“风钻爆破工”的职业，这是一个在1990年代随着城市高楼建设而兴起的职业，风钻工人需要往地基下的花岗岩层钻炮眼，进行采石、采矿、掘进等一系列工作，同时被认为是技术门槛低、工资高的工种。这些工人在深圳市区进行大厦建设，有的在患病前已经工作超过十年。

#### 2009年初次维权
尘肺病工人的维权行动最初始于2009年，媒体将维权事件称为“深圳尘肺门”。
这些工人在2000年前后查出患上尘肺病，当时一些工人只有三十多岁，患病前也从不知道这一职业病和风险。在2009年5月，有一百多名查出患上尘肺病的工人开始到深圳进行维权，但他们工作过的爆破公司并不承认劳动关系，直接导致工人无法进行职业病鉴定，更难有下一步的赔偿。这些工人主要在改革开放早期到深圳打工，当时普遍没有签订劳动合同，但法定的职业病鉴定需要先确认劳动关系。
2009年7月27日，维权工人代表徐志辉、徐瑞宝等向深圳市委、市政府等相关单位负责人递交《耒阳在深务工人员尘肺病患者追讨权益书》，后深圳市政府提出，对无法认定劳动关系的工人，出于人道主义补偿3万元／人。7月30日，尘肺病工人因不满补偿方案，来到深圳市政府办公大楼前静坐。其后深圳市政府调整的补偿方案是：按Ⅰ期尘肺病和死亡人员每人7万元、Ⅱ期尘肺病每人10万元、Ⅲ期尘肺病每人13万元。

#### 新增尘肺病工人
在2009年的维权后，湖南省内又有数百名工人确诊尘肺病。2017年8月至12月，张家界桑植县有300多工人确诊或疑似尘肺，耒阳有近200人，汨罗有30多人。在2009年以来，曾有600多名湖南籍尘肺病工人上访，其中一些工人在过程中病逝，家属则继续维权。因为尘肺病需要终身治疗，每年保守治疗的话也需要花数千元人民币，如果到大医院，则每年需要花数万元。

## 事件经过
2018年5月至7月，有过百名尘肺病工人到深圳市信访局维权，他们认为当年工作时候，老板没有为其买劳动保险，也没有提供足够的防护装备，导致他们患病，其中政府也有监管不力的责任，也应该负赔偿责任。但信访局并未回应他们的诉求，更有公安驱赶维权工人，在5月的冲突中，有近百名防暴警察与工人冲突，多名工人被打伤入院，也有工人被带走调查。
2018年9月，尘肺病工人及工人家属再到深圳，这是他们该年第八次到深圳维权。工人驻扎在当地的人才园，要求政府为工人提供保障。十天后，深圳政府提出对于有劳动合同的工人，可以2009年的工资水准计算工伤赔偿，同时承诺对于没有劳动合同的工人，将在10月回复赔偿方案。工人也并不满意这一赔偿金额，称“只够买个棺材”。
2018年11月，因政府并未兑现承诺，工人再次到深圳维权。11月6日，有上百名尘肺病工人及工人家属在深圳社保局人才园的办公大厅内打地铺，要求政府兑现承诺。11月7日，更多人参与到维权中，有三百多名尘肺病工人及工人家属从社保局游行至政府大楼静坐，路上喊口号“我们要吃饭，我们要治病”。直到当天晚上，政府领导一直没有与工人见面，有工人与警察发生冲突，其后警察用催泪气体驱散工人和家属，导致多人要到医院治疗。有工人批评，在明知他们患有尘肺病，呼吸困难的情况下，还用这种方式驱散工人。
11月8日开始，维权工人和家属在社保局的大厅驻扎，打地铺，要求政府回应。同时，有268名尘肺病工人发出一封公开的联名信，要求深圳市政府尽快为全体湖南籍尘肺病工人支付合理赔偿。
11月13日，警察到社保局清场，300多名维权工人和家属被强行带上大巴，送回湖南。而深圳政府提出的赔偿方案是，向每位无劳动关系、已经死亡的工人赔偿20万元人民币，而仍在世但无劳动关系证明的工人，则可以得到12万元至22万元不等的赔偿，但要求工人先回家，赔偿将在一个月内落实。

## 相关事件
2019年年初，三名一直跟进尘肺病工人维权的劳动行动者、劳工媒体新生代的编辑被抓捕，涉嫌罪名为寻衅滋事。

## 专题报道
有線中國組新聞報導:《不能呼吸的痛》——塵肺病工人專題報導 (上)
有線中國組新聞報導:《不能呼吸的痛》——塵肺病工人專題報導 (下)
2018年尘肺工人维权全过程 （页面存档备份，存于）